# 沃尔夫拉姆·冯·埃申巴赫

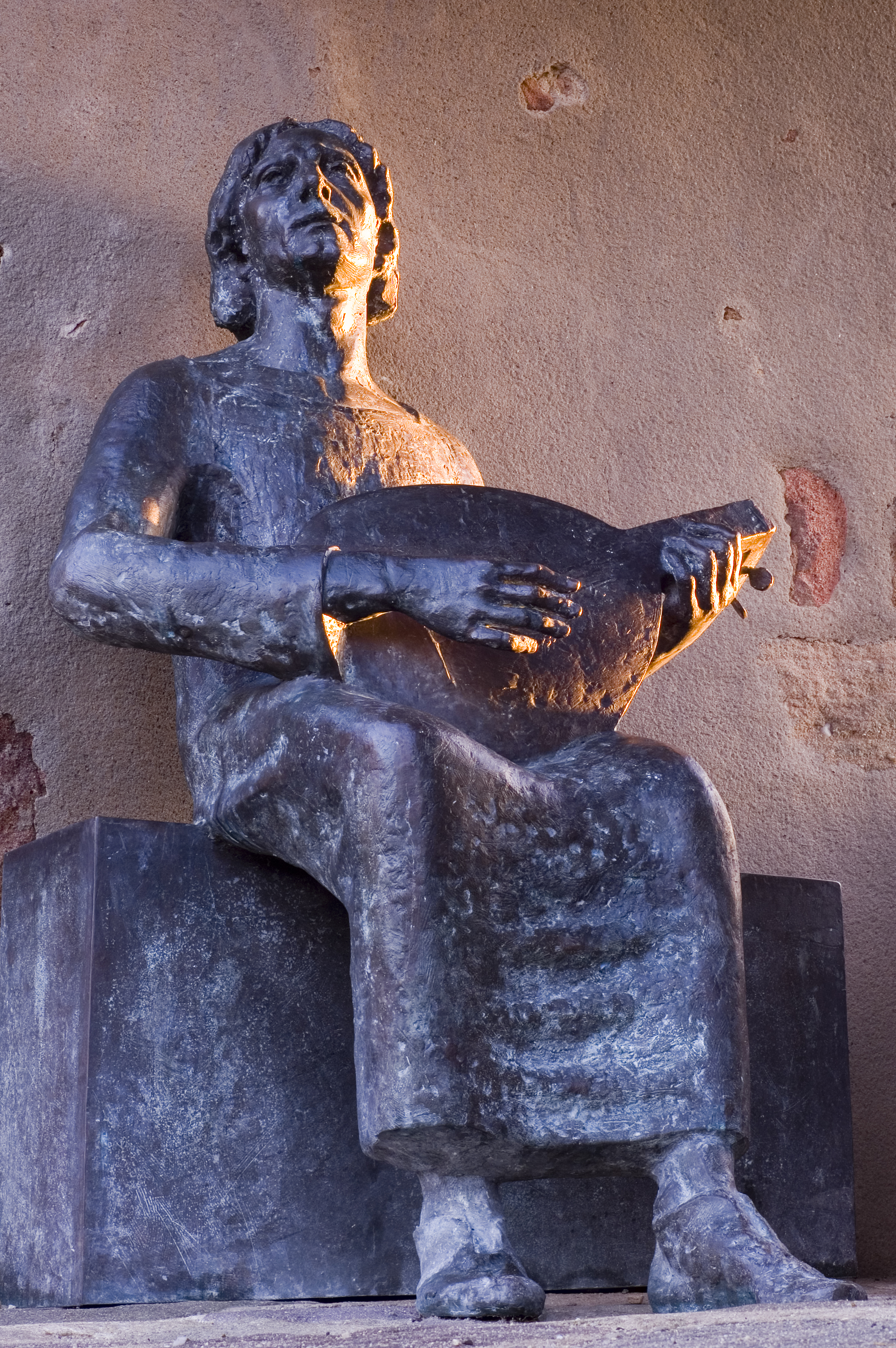
沃爾夫拉姆·馮·埃申巴赫雕像

沃尔夫拉姆·冯·埃申巴赫（德語：Wolfram von Eschenbach，1170年—1220年），是一位德國騎士，同時也是詩人。
他被視為是中世紀最傑出的史詩作家之一。

## 生平
沃尔夫拉姆·冯·埃申巴赫的生平鮮為人知，甚至在任何歷史資料及文獻中，都沒有提及他的存在。
唯一的證明，就是他的作品。

### 作品
他最有名的著作是Parzival，被認為是德國中世紀最偉大的著作。